# 베르카나

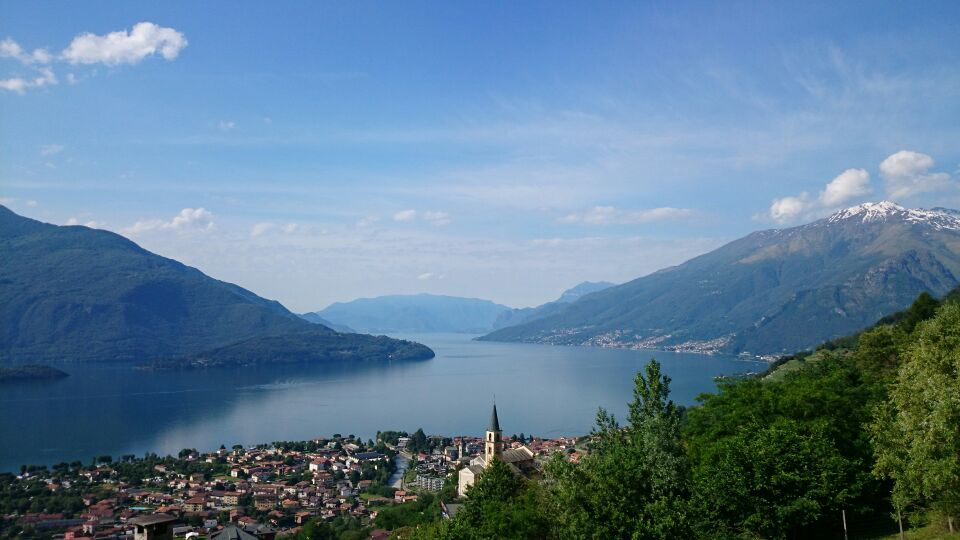

베르카나(Vercana)는 이탈리아 롬바르디아주 코모도의 코무네이다. 밀라노에서 북쪽으로 약 80킬로미터 지점, 코모에서 북동쪽으로 약 45킬로미터 지점에 위치해 있다. 2004년 12월 31일 기준으로 이 지역의 인구 수는 729명, 면적은 14.6 제곱 킬로미터이다.